# KS-Europe
KS-Europe ist ein Dienstleistungsunternehmen in den Bereichen Marketing Logistics (Retourenabwicklung, Konfektionierung, Fulfillment, Value Added Services) und Werbeversand (Lettershop, Folieneinschweißung, Papierkuvertierung, Sammelheftung, Personalisierung, Printshop). Als 100%ige Tochtergesellschaft der deutschen Hermes Fulfilment GmbH gehört KS-Europe auch zur Otto Group. Die Firma ist Mitglied in der deutsch-tschechischen Industrie- und Handelskammer und im Deutschen Dialogmarketing Verband.

## Unternehmensgeschichte
1995 wurde die Firma als KS Katalog Servis in Pilsen gegründet. Damals beschränkte sich die Firma auf Lettershop-Aktivitäten. Schrittweise wurden die Aktivitäten ausgeweitet: 1998  folgten Druckdienstleistungen sowie die Personalisierung von Sendungen, 2001 die Warenaufbereitung, 2005 Sammelhefte (von Katalogen), 2006 die Datenerfassung, 2009 Callcenter und 2010 kam Copacking (Kontraktpacker) dazu. Heute ist der offizielle Firmenname KS-Europe s.r.o, wobei „KS“ für „Know-how and Solutions in Marketing Logistics“ steht.

## Standorte
Das Unternehmen hat Standorte in Šťáhlavy bei Pilsen (Lettershop, Printshop, Heftshop), im Pilsener Stadtteil Křimice (Fulfillment, Retourenbearbeitung, Warenaufbereitung durch Dampfen, Bügeln, Hinzufügen von Etiketten, Umverpacken etc., Flatpak (Aufbereitung von Warenlieferungen aus Übersee), Datenerfassung), bei Zürich (Retourenbetrieb) und in Karlsruhe (Vertriebsbüro).